# Ciriaco Sforza
Ciriaco «Ciri» Sforza (* 2. März 1970 in Wohlen, Kanton Aargau) ist ein ehemaliger Schweizer Fussballprofi und heutiger -trainer.
In seiner aktiven Zeit zählte Sforza zu den erfolgreichsten Schweizer Spielern der 1990er Jahre; er gewann u. a. den UEFA-Cup, die Champions League sowie zwei deutsche Meisterschaften. Nach Abschluss seiner Spielerkarriere schlug er die Trainerlaufbahn ein und betreute seit 2006 verschiedene Schweizer Vereine.

## Vereinskarriere

### Schweiz
Ciriaco Sforza ist der Sohn italienischer Einwanderer und wurde in Wohlen, einer Kleinstadt im Kanton Aargau, geboren. Seit 1990 besitzt er das Schweizer Bürgerrecht (sog. Secondo). Sforza hat drei Schwestern, sein Vater Fortunato war Anstreicher und unterstützte das fussballerische Talent seines Sohnes. Zunächst war «Ciri» Jugendspieler beim FC Villmergen und beim FC Wohlen, bevor er 1986 auf Betreiben von Raimondo Ponte in die Nachwuchsabteilung des Traditionsvereins Grasshopper Club Zürich (GC) wechselte. Da Sforza schon früh den Sprung in das Profikader schaffte, brach er eine Ausbildung zum Installateur ab. Am 2. Spieltag der Saison 1986/87 gab er gegen den FC St. Gallen (2:2) sein Debüt als Einwechselspieler. Gegen Ende der Rückrunde kam Sforza regelmässig im Mittelfeld der Grasshoppers zum Einsatz und brachte es insgesamt auf 21 Spiele (ein Tor). Im Folgejahr gewann er als 18-Jähriger mit GC durch einen 2:0-Finalsieg über den FC Schaffhausen den Schweizer Cup. Nachdem Ottmar Hitzfeld zur Saison 1988/89 neuer Trainer in Zürich geworden war und Sforza zum Rechtsverteidiger umschulen wollte, wechselte dieser im Januar 1989 im Tausch für Thomas Wyss innerhalb der Nationalliga A zum FC Aarau. Dort spielte Sforza weiterhin auf seiner Lieblingsposition im Mittelfeld und schaffte mit dem Verein, den die Sportpresse als «unabsteigbar» bezeichnete, zweimal in Folge den Klassenerhalt in der Abstiegsrunde.
Nachdem sich Sforza in der höchsten Spielklasse hatte etablieren können, kehrte er im Sommer 1990 zu den Grasshoppers zurück. Die Ablösesumme lag bei 770'000 Schweizer Franken. Sein erstes Pflichtspiel war die Niederlage im Supercup-Final gegen Neuchâtel Xamax am 21. Juli 1990 (5:4 nach Penaltyschiessen). Hitzfeld setzte den 20-jährigen Sforza fortan an der Seite von Thomas Bickel, Marcel Koller und Alain Sutter im zentralen Mittelfeld ein, und der Neuzugang entwickelte sich zum Leistungsträger. 1990/91 gewann er mit den Hoppers die Schweizer Meisterschaft (28 Einsätze/ein Tor) und wurde Nationalspieler. Am 31. Mai 1993 verloren die Grasshoppers den Cupfinal deutlich mit 1:4 gegen den FC Lugano. Mittlerweile galt Sforza als einer der hoffnungsvollsten Spieler des Landes und erhielt die Auszeichnung als Schweizer Fussballer des Jahres 1993.

### 1. FC Kaiserslautern (1993)
Im Sommer 1993 unternahm Sforza den nächsten Karriereschritt und entschied sich für einen Wechsel zum 1. FC Kaiserslautern (FCK) in die Bundesliga. Mit 2,4 Millionen D-Mark Ablöse war er zu diesem Zeitpunkt der teuerste Transfer der Vereinsgeschichte. Mit dem zurückgekehrten Andreas Brehme stand ihm im Mittelfeld ein routinierter Führungsspieler zur Seite, und gleich am ersten Spieltag (16. August 1993) erzielte Sforza beim 2:0-Auswärtssieg über den 1. FC Köln ein Tor. Von Beginn an übernahm der Neuzugang die zentrale Rolle des Spielmachers und drückte der von Friedel Rausch trainierten Mannschaft seinen Stempel auf. Sforza bereitete 12 Tore vor (zweitbester Wert der Bundesliga) und war mit acht Treffern in 29 Partien selbst torgefährlich. Die Roten Teufel hielten den Meisterschaftskampf 1993/94 lange offen. Beim 4:0 gegen den FC Bayern München am 31. Spieltag, dem Höhepunkt einer Aufholjagd mit sechs Siegen zum Saisonende, war Sforza der überragende Matchwinner (ein Tor, drei Vorlagen). Am Saisonende wurde Kaiserslautern mit nur einem Punkt Rückstand hinter den Bayern Vizemeister. Nach seinen starken Leistungen und dem Auftritt bei der Weltmeisterschaft fand sich Sforza auf der Kandidatenliste des Ballon d’Or wieder und erhielt zwei Stimmen. In der Folgesaison (1994/95) belegte Sforza mit dem FCK den 4. Tabellenplatz. Er hatte seine starke Form aus dem Vorjahr bestätigt und beim 3:2-Heimsieg über den VfB Stuttgart (4. Spieltag) den einzigen Doppelpack seiner Karriere erzielt. Nie wieder sollte er sich derart torgefährlich präsentieren wie in seinen ersten beiden Jahren in Kaiserslautern, und obwohl Sforza das Spiel des FCK ordnete, erwarb er sich durch seine Spielweise auch den Ruf als Schlitzohr. Der formstarke Sforza hatte das Interesse von Bayern München auf sich gezogen, die sich im Frühjahr 1995 intensiv um eine Verpflichtung bemühten. Nach Bekanntgabe des Transfers zu den verhassten Bayern zog der Spieler den Unmut der Fans auf sich und wurde bei Heimspielen im Fritz-Walter-Stadion gnadenlos ausgepfiffen. Dies ging sogar so weit, dass Friedel Rausch die Stadionregie anwies, Sforza nicht zu häufig auf der Anzeigetafel einzublenden. Kaiserslautern konnte den Abgang der Leistungsträger Stefan Kuntz und Ciriaco Sforza nicht kompensieren und musste im Folgejahr (1996) erstmals aus der Bundesliga absteigen.

### FC Bayern München (1995/96)
Die Bayern zahlten eine Ablösesumme in Höhe von sieben Millionen Mark für Sforza, der als Wunschspieler des neuen Trainers Otto Rehhagel galt. Beim Rekordmeister startete der Mittelfeldstratege mit vielen Vorschusslorbeeren und genoss das volle Vertrauen Rehhagels, der ihm trotz einem prominent besetzten Kader die Rolle als Ballverteiler im Zentrum zugedacht hatte («Der Ciriaco ist unser Spiritus Rector»). Ausgerechnet beim 3:2-Auswärtssieg gegen Kaiserslautern am 6. Spieltag erzielte er per Freistoss einen Treffer und lieferte eines seiner besten Spiele ab. Allerdings erlebte Sforza 1995/96 eine durchwachsene Saison (zwei Tore und sechs Vorlagen in 30 Einsätzen). Trotz einem Bundesliga-Startrekord mit sieben Siegen in Serie blieb die Beziehung zwischen Trainer und Verein unterkühlt, weshalb Rehhagel Ende April 1996 vorzeitig entlassen wurde. Unter dem als Interims-Trainer einspringenden Vereinspräsidenten Franz Beckenbauer hatte Sforza einen schweren Stand, und für die Bayern reichte es in der Bundesliga nur zur enttäuschenden Vizemeisterschaft hinter Borussia Dortmund. Erfolgreicher waren sie jedoch auf internationaler Bühne und konnten den UEFA-Cup gewinnen. Dabei stand Sforza in beiden Finalspielen gegen Girondins Bordeaux in der Startelf und absolvierte jeweils die vollen 90 Minuten. Während seiner Zeit bei den Bayern erwarb sich der als undurchsichtig geltende Sforza den Ruf, kein einfacher Charakter zu sein, und wurde von Vizepräsident Karl-Heinz Rummenigge sogar als «Stinkstiefel» bezeichnet. Als Manager Uli Hoeneß dem Mittelfeldspieler vorwarf, seine Ablösesumme durch schwache Leistungen drücken zu wollen, wehrte sich Sforza vehement und bezeichnete die Aussage öffentlich als «Frechheit». Nicht ohne Nebengeräusche strebte der Schweizer einen vorzeitigen Vereinswechsel an und beendete sein Engagement in München nach nur einer Saison.

### Inter Mailand
Zur Spielzeit 1996/97 wechselte Sforza zu Inter Mailand in die italienische Serie A. Trainer war Roy Hodgson, unter dem Sforza bereits in der Schweizer Nationalmannschaft gespielt hatte, und der Neuzugang sollte dem Mittelfeld der Nerazzurri die fehlende Kreativität bringen. Der ambitionierte Klubeigentümer Massimo Moratti hatte im Sommer 1996 mit Youri Djorkaeff, Iván Zamorano, Nwankwo Kanu und Fabio Galante weitere namhafte Transfers getätigt, um das Kader zu verstärken. Sforza führte sich gleich am 1. Spieltag mit dem 1:0-Siegtreffer gegen Udinese Calcio gut ein und traf auch zwei Tage später beim Auswärtssieg über EA Guingamp im UEFA-Cup (3:0). Obwohl Sforza sein fussballerisches Potenzial aufblitzen liess, konnte er nach einem vielversprechenden Beginn im weiteren Saisonverlauf nicht nachhaltig beeindrucken. Da der englische Nationalspieler Paul Ince dieselbe Position im zentralen Mittelfeld für sich beanspruchte und bei gleichzeitigem Einsatz wenig mit Sforza harmonierte, suchte dieser lange nach seiner Rolle. Zudem beeinträchtigte ihn gegen Ende der Saison ein Haarriss im Schienbein. Inter beendete die Serie A als Dritter, auf internationaler Bühne stiessen sie in den UEFA-Cup-Final vor. Dort unterlagen die favorisierten Mailänder den legendären Eurofightern des FC Schalke 04 nach Penaltyschiessen und beendeten die Spielzeit ohne Titel. Anschliessend verliessen sowohl Hodgson als auch Ince und Sforza den Verein. Obwohl er sich mit dem Engagement im Heimatland seiner Eltern einen Kindheitstraum erfüllt hatte, bedauert Sforza seine Zeit bei Inter Mailand und bezeichnet sie rückblickend als «Enttäuschung und Fehler».

### 1. FC Kaiserslautern (1997)
Im Juli 1997 folgte Sforza erneut dem Lockruf von Otto Rehhagel und kehrte für 6,5 Millionen Mark zum 1. FC Kaiserslautern zurück. Er unterschrieb einen Vierjahresvertrag und rückte zum Topverdiener auf, da sich sein Jahresgehalt auf zwei Millionen Mark belief. Nach einem Jahr in der 2. Bundesliga war dem FCK gerade der sofortige Wiederaufstieg gelungen, und als unbestrittener Königstransfer verbreitete die Rückkehr des «verlorenen Sohnes» eine gewisse Euphorie unter den Fans. Der überraschende 1:0-Auftaktsieg bei Bayern München sollte der Startschuss in die fussballerisch historische Saison 1997/98 sein, und die Roten Teufel setzten sich am 4. Spieltag an die Tabellenspitze. Die Mannschaft bildete ein ungemein geschlossenes und kampfstarkes Kollektiv, aus der lediglich Torjäger Olaf Marschall und Mittelfeldregisseur Sforza (drei Tore und neun Vorlagen in 32 Spielen) herausragten. Von Beginn an übernahm er die Rolle des taktisch gereiften Spielmachers und war als Captain der verlängerte Arm des Trainers auf dem Platz. Als umsichtiger Stratege ordnete er das Spiel und seine Mitspieler, beschleunigte oder verlangsamte instinktiv das Tempo. Zweifellos befand sich Sforza auf dem sportlichen Höhepunkt seiner Karriere und zählte zu den besten Spielern der Bundesliga. Im Oktober 1997 erzielte er mit einem direkt verwandelten Freistoss das Tor des Monats (1:2-Niederlage gegen Bayern München im DFB-Pokal). Als erster Aufsteiger überhaupt wurde Kaiserslautern am 33. Spieltag (4:0 über den VfL Wolfsburg am 2. Mai 1998) sensationell deutscher Meister und versetzte den Betzenberg sowie die ganze Pfalz in einen regelrechten Ausnahmezustand.

«Ciriaco war damals sehr wichtig für unser Spiel. Er war ein Stratege auf dem Platz, konnte das Spiel sehr gut lesen, eine absolute Leaderfigur […] Ciri war der verlängerte Arm von Otto Rehhagel, er achtete als Organisator immer auf die richtige Einstellung der Mannschaft, war taktisch unheimlich wichtig für uns.»

Als amtierender Meister trat Kaiserslautern 1998/99 erstmals in der finanziell lukrativen UEFA Champions League an. Die gestiegenen Ansprüche und die ungewohnte Doppelbelastung führten allerdings nach durchwachsenem Start zum zwischenzeitlichen Abrutschen der Mannschaft ins Bundesliga-Mittelmass. Der Abgang des langjährigen Abwehrchefs Miroslav Kadlec konnte nicht kompensiert werden, wodurch die Defensive sehr unsicher wirkte. Daher beorderte Rehhagel den umsichtigen, abgeklärten Sforza ab dem 11. Spieltag vom Mittelfeld auf die Libero-Position. Obwohl er mit anhaltenden Schienbeinschmerzen zu kämpfen hatte, konnte Sforza überzeugen. Durch die Umstellung stabilisierte sich die Mannschaft und fand Anschluss an die Spitzenteams. In der Champions League zogen die Pfälzer als Gruppensieger in den Viertelfinal ein, blieben jedoch im nationalen Duell mit Bayern München chancenlos (0:2, 0:4). Für Unruhe während der Rückrunde sorgte Sforza durch ein Interview mit dem kicker, in welchem der Captain öffentlich personelle Versäumnisse der sportlichen Leitung anprangerte und Verstärkungen einforderte. Weitere unzufriedene Spieler äusserten daraufhin ihren Wechselwunsch, und auch Sforza, der nicht mehr in der ihm zugedachten Rolle des Abwehrchefs spielen wollte, liebäugelte mit einem Wechsel zu Borussia Dortmund. Vereinsführung und Trainer bestanden allerdings auf der vereinbarten Vertragslaufzeit. Am Saisonende 1998/99 verpasste Kaiserslautern nach einer 1:5-Niederlage bei Eintracht Frankfurt die sicher geglaubte Champions-League-Qualifikation und belegte den 5. Tabellenplatz.
1999/2000 ging Sforza in seine dritte Spielzeit mit dem 1. FC Kaiserslautern. Nachdem Rehhagel seinen Wechselwunsch ignoriert und stattdessen mit dem französischen Weltmeister Youri Djorkaeff einen neuen Spieler auf dessen Lieblingsposition verpflichtet hatte, eskalierte Ende August 1999 die Auseinandersetzung zwischen Trainer und Führungsspieler. Sforza warf Rehhagel in einem Interview mit der Welt am Sonntag «gravierende Fehler im Arbeits- und Führungsstil» vor: «Die Zeit von Befehlen und Gehorsam ist vorbei – in allen Lebensbereichen. Wer das nicht versteht, wird Probleme bekommen», prophezeite der Mittelfeldspieler dem 61 Jahre alten Trainer. Zudem kritisierte er neben Rehhagels Einkaufspolitik («Wir hatten im letzten Jahr keinen Libero und haben jetzt keinen Libero. Dafür haben wir jetzt zwei Mal die Nummer zehn») den Umgang mit den Spielern, der insbesondere junge Talente wie Michael Ballack oder Thomas Riedl zum Weggang bewogen habe. Der Verein reagierte auf die öffentliche Kritik mit einer Geldstrafe in Höhe von 30'000 Mark und der vorübergehenden Suspendierung Sforzas. Die Machtprobe am Betzenberg überschattete zwischenzeitlich die sportlichen Ereignisse, und ohne ihren Captain ging die Mannschaft am 4. Spieltag bei Werder Bremen mit 0:5 unter. Nach einer Aussprache zwischen Sforza, seinem Berater Martin Wiesner und dem Vorstandsvorsitzenden Jürgen Friedrich durfte er in die Mannschaft zurückkehren. Obwohl das Verhältnis zu Rehhagel nachhaltig zerrüttet war, blieb Sforza Captain. Mit Mario Basler verpflichtete Kaiserslautern in der Winterpause einen weiteren Mittelfeldspieler, weshalb Sforza in der Rückrunde wieder auf die Libero-Position wechselte. Die Bundesliga wurde erneut auf dem 5. Tabellenplatz beendet, international war Kaiserslautern in der 3. Runde des UEFA-Cups am RC Lens (2:1, 1:4) gescheitert. Wenig überraschend trennten sich Sforza und der Verein nach der Saison.

### FC Bayern München (2000)
Am 25. Mai 2000 wurde Sforzas Rückkehr zum FC Bayern München verkündet, womit er im Alter von 30 Jahren einen zweiten Anlauf beim deutschen Rekordmeister unternahm. Die Ablösesumme lag angeblich bei 10 bis 12 Millionen Mark, und sein Dreijahresvertrag garantierte ihm ein geschätztes Gehalt von vier Millionen Mark. Bei den Bayern erbte Sforza die prestigeträchtige Rückennummer 10, die nach dem Abgang von Altstar Lothar Matthäus frei geworden war. Die erneute Verpflichtung hatte er der Fürsprache von Ottmar Hitzfeld zu verdanken, der mittlerweile das Traineramt ausübte. Im Gegensatz zu seiner Zeit in Kaiserslautern war Sforza nicht der unangefochtene Führungsspieler, sondern nahm neben den Platzhirschen Stefan Effenberg, Oliver Kahn oder Mehmet Scholl eine weitaus weniger dominante Rolle ein. Hitzfeld setzte Sforza als Libero ein, der allerdings seiner Form hinterherlief und die Erwartungen nicht erfüllen konnte. Wegen mangelnder Zweikampfstärke und geringen Laufpensums stand der Abwehrchef zu Beginn der Rückrunde zunehmend in der Kritik. Schliesslich fand sich Sforza am 20. Spieltag auf der Reservebank wieder. Seine Degradierung wurde durch Mobbing-Vorwürfe angeheizt, wonach sich einige Spieler während des Wintertrainingslagers in Marbella für einen Tausch auf der Libero-Position ausgesprochen haben sollen. Sforza ging mit den Vorwürfen an die Öffentlichkeit und forderte intern ein klärendes Gespräch. Für diesen Schritt erhielt er jedoch Kritik, indem Rummenigge konterte, Sforza solle «erstmal seine Leistung extern bringen. Er muss auch lernen, selbstkritisch und nicht so empfindlich zu sein.» Anschliessend unterzog er sich einer Meniskus-Operation und fiel verletzungsbedingt mehrere Wochen aus. Der Schweizer brachte es in der Rückrunde nur noch zu zwei weiteren Einsätzen (32. und 33. Spieltag) sowie einer Einwechslung im Champions-League-Halbfinal gegen Real Madrid. Nach einem dramatischen Saisonfinale wurden die Bayern vor Schalke 04 deutscher Meister 2000/01 und gewannen am 23. Mai 2001 den ersehnten Champions-League-Titel. Im Endspiel gegen den FC Valencia (5:4 im Penaltyschiessen) war Sforza nicht zum Einsatz gekommen.
Die folgende Saison 2001/02 verlief sowohl für Sforza als auch den FC Bayern unbefriedigend. Der Klub wurde in der Bundesliga nur Dritter und scheiterte im Champions-League-Viertelfinal an Real Madrid (2:1, 0:2). Sforza kam in der Liga lediglich auf 16 Einsätze (davon viermal in der Startformation) und somit nicht mehr über die Rolle des Ergänzungsspielers hinaus. Hitzfeld liess mittlerweile mit einer Viererabwehrkette spielen und gab im zentralen Mittelfeld anderen Spielern wie Stefan Effenberg, Jens Jeremies, Owen Hargreaves oder Niko Kovač meist den Vorzug. Beim Gewinn des Weltpokals am 27. November 2001 in Tokio (1:0-Sieg über die Boca Juniors) wurde Sforza nach 76 Minuten eingewechselt. Nach dieser enttäuschenden Spielzeit bauten die Bayern ihr Kader um und verpflichteten u. a. Michael Ballack für das Mittelfeld. Sforza spielte in Hitzfelds Planungen nahezu keine Rolle mehr und verständigte sich am 7. August 2002 mit der Klubführung auf die vorzeitige Auflösung seines Vertrages.

### 1. FC Kaiserslautern (2002)
Nachdem Sforza ein Angebot des VfL Wolfsburg abgelehnt hatte, verkündete er am 12. August 2002 seine neuerliche Rückkehr zum 1. FC Kaiserslautern. Bei den Pfälzern genoss er noch immer grosses Ansehen, und die Klubführung stattete ihn mit einem leistungsbezogenen Zweijahresvertrag aus, der eine Anschlussverwendung als Sportdirektor ab Juli 2004 vorsah. Allerdings war der Verein mittlerweile sowohl finanziell wie sportlich in eine Schieflage geraten, der die Existenz bedrohte. Gleich nach seiner Ankunft positionierte sich Sforza als meinungsstarker Spieler, der die Vereinsführung um Jürgen Friedrich und Robert Wieschemann gegen die interne Opposition um Hans-Peter Briegel öffentlich verteidigte. Schliesslich übernahm der Schweizer René C. Jäggi als Generalbevollmächtigter die sportliche Verantwortung und leitete die unpopuläre Sanierung des hoch verschuldeten Bundesligisten ein. Auch sportlich befand sich Kaiserslautern in einer Krise, und nach wenigen Wochen ersetzte Eric Gerets den glücklosen Teamchef Brehme. Den streitbaren Sforza beorderte Gerets nach schwachen Leistungen zwischenzeitlich sogar für drei Spiele auf die Ersatzbank. Kaiserslautern lag zwar am 23. Spieltag noch auf dem letzten Tabellenplatz, konnte sich jedoch stabilisieren und die turbulente Saison 2002/03 auf dem 14. Platz abschliessen. Auch Sforzas Formkurve zeigte in der Rückrunde nach oben, und er präsentierte sich im Abstiegskampf ungewohnt kampfstark (23 Einsätze, 1 Tor). Der ballsichere Routinier brachte der Mannschaft im Mittelfeld Sicherheit, wenngleich er nicht mehr den prägenden Einfluss aus der Meistersaison 1997/98 hatte. Mit Kaiserslautern zog Sforza sogar in den Final des DFB-Pokals ein, der mit 1:3 gegen Bayern München verloren wurde. Wegen Beschwerden an der Achillessehne hatte Sforza das Endspiel verpasst, und kurze Zeit später, noch vor Beginn der neuen Saison, erlitt er einen Achillessehnenriss im rechten Fuss. Nach zwei Operationen setzte ihn die langwierige Verletzung insgesamt 18 Monate ausser Gefecht, wodurch er die komplette Saison 2003/04 fehlte.
Sforza einigte sich jedoch mit Jäggi auf die Verlängerung seines Spielervertrages um zwei weitere Jahre und kehrte am 20. November 2004 (14. Spieltag 2004/05) auf den Platz zurück. Kaiserslautern spielte auch unter dem neuen Trainer Kurt Jara weiter gegen den Abstieg. Sforza brachte es auf 17 Einsätze (kein Tor, 4 Vorlagen) und war mit seinen Leistungen mitverantwortlich für den 12. Tabellenplatz der Lauterer. Gegen den VfL Wolfsburg (0:0) hatte Sforza am 26. Februar 2005 sein 250. Bundesligaspiel bestritten. Im Sommer 2005 trennte sich der Klub von Jara, der Sforza in einem Interview vorwarf, beim Vorstand seine Entlassung betrieben zu haben, und der FCK ging mit dem Neuling Michael Henke in die kommende Spielzeit 2005/06. Seine einzige Rote Karte in der Bundesliga bekam Sforza gegen den FSV Mainz 05 (0:2-Niederlage) am 21. September 2005. Nach anhaltender Kritik an der sportlichen Leitung wurde Sforza suspendiert, und die Vereinsführung beschloss am 18. Oktober 2005 «aufgrund unterschiedlicher Auffassungen in sportlichen Fragen» die vorzeitige Auflösung des bis zum Saisonende gültigen Vertrages. Auch unter Henkes Nachfolger Wolfgang Wolf sollte er nicht mehr in das Spielerkader zurückkehren, und damit war die Partie gegen Borussia Dortmund (3:3) am 9. Spieltag der Saison 2005/06 sein letztes Bundesligaspiel. Der 1. FC Kaiserslautern stieg am Saisonende in die 2. Bundesliga ab, und Sforza erklärte sein Karriereende.
Mit 265 Partien war Sforza bis 2022 Schweizer Rekordspieler der Bundesliga, ehe die Marke von Yann Sommer übertroffen wurde.

## Nationalmannschaft
Nach seiner Einbürgerung im Jahr 1990 wurde Sforza von Uli Stielike für das Kader der Schweizer Nationalmannschaft nominiert und bestritt am 21. August 1991 in Prag gegen die Tschechoslowakei (1:1) sein Länderspiel-Debüt.

«Ich habe es mir damals genau überlegt. Am Ende kam ich zur Überzeugung, dass ich für die Schweiz spielen will. Ich bin hier geboren, hier aufgewachsen. Ich wurde hier gefördert und gefordert. Ich bin sehr glücklich, wie alles gekommen ist.»

Sein erstes Tor schoss Sforza beim 6:0 über Estland am 16. August 1992. Unter dem neuen Trainer Roy Hodgson erlebte die Nati einen sportlichen Aufschwung und belegte in der WM-Qualifikation hinter Italien den zweiten Platz. Dadurch gelang der Schweiz erstmals seit 28 Jahren wieder die Teilnahme an einer Fussball-Weltmeisterschaft. Neben Stéphane Chapuisat, Adrian Knup und Alain Sutter zählte Sforza zu den Hoffnungsträgern der Eidgenossen. Beim WM-Turnier 1994 in den Vereinigten Staaten war Sforza ein Leistungsträger und bildete mit dem Routinier Georges Bregy das zentrale Mittelfeld. Die Schweiz bestritt am 18. Juni 1994 im Pontiac Silverdome das WM-Eröffnungsspiel gegen den Gastgeber USA (1:1) und besiegte Rumänien im nächsten Gruppenspiel deutlich mit 4:1. Sforza hatte ein Tor vorbereitet. Der folgende Einzug in den Achtelfinal war der bis dato grösste fussballerische Erfolg des Landes. Allerdings waren die Schweizer gegen Spanien chancenlos und unterlagen mit 0:3.
Hodgson setzte seine erfolgreiche Arbeit fort, und der Schweiz gelang die Qualifikation zur Europameisterschaft 1996 in England. Allerdings übernahm Hodgson das Traineramt bei Inter Mailand und wurde durch den Portugiesen Artur Jorge ersetzt, der für seine umstrittenen Personalentscheidungen heftig in der Kritik stand. Mittlerweile nahm Sforza die Rolle eines Führungsspielers ein und rückte zum stellvertretenden Mannschaftscaptain auf. Am 13. März 1996 führte er die Schweiz im Freundschaftsspiel gegen Luxemburg (1:1) erstmalig als Captain an. Bei der Europameisterschaft absolvierte Sforza alle Partien über 90 Minuten, doch die Schweizer enttäuschten und schieden mit nur einem Punkt hinter England, der Niederlande und Schottland als Gruppenletzte aus.
Als komplettester Fussballer des Landes und neben Stéphane Chapuisat einziger internationaler Star, avancierte Sforza in den folgenden Jahren zum unangefochtenen Kopf der Nati und wurde nach der Europameisterschaft etatmässiger Captain. Doch die sportliche Entwicklung stagnierte, die Schweiz verpasste sowohl die Qualifikation zur WM 1998 als auch zur Euro 2000. War Sforza im Jahr 1999 noch zum besten Schweizer Nationalspieler des Jahres gewählt worden, zog er sich in der Folge immer mehr in die Rolle des Quarterbacks zurück, der seine Mitspieler dirigierte und dessen eigene Auftritte eher mutlos wirkten. Nach einem schmeichelhaften 1:0-Sieg über die Färöer (2. Juni 2001) wurde Sforza von Nationaltrainer Enzo Trossero als Captain abgelöst und verlor sogar seinen Stammplatz. Im August 2001 übernahm Köbi Kuhn den Posten des Schweizer Nationaltrainers, der nach der Schwächephase den Aufbau einer neuen Mannschaft einleitete. Dabei schreckte Kuhn nicht davor zurück, sich von arrivierten Spielern wie Sforza oder Stéphane Henchoz zu trennen, die diese Harmonie zu gefährden drohten. Der Trainer hatte lediglich die Verantwortlichen des SFV über die geplante Ausbootung unterrichtet und auf ein persönliches Gespräch mit dem Spieler verzichtet. Damit war die 0:4-Niederlage gegen Russland am 6. Oktober 2001 Sforzas 79. und letztes Länderspiel.

## Erfolge/Titel

### Vereine
International
- Weltpokal-Sieger: 2001
- Champions-League-Sieger: 2001
- UEFA-Cup
  - Sieger: 1996
  - Finalist: 1997

National
- Schweizer Cupsieger: 1988
- Schweizer Meister: 1990/91
- Deutscher Meister: 1997/98, 2000/01
- DFB-Ligapokalsieger: 2000

### Persönlich
- Schweizer Fussballer des Jahres: 1993
- Kicker-Mittelfeldspieler des Jahres: 1998
- Schweizer Nationalspieler des Jahres: 1999
- Torschütze des Monats Oktober 1997[66]

## Karriere als Trainer
Nach Beendigung seiner aktiven Karriere wurde Sforza am 6. Juni 2006 als Cheftrainer des Super-League-Aufsteigers FC Luzern (FCL) vorgestellt. Bereits parallel zu seiner letzten Profispielzeit in der Bundesliga hatte er die A-Lizenz als Trainer erworben und absolvierte im Frühjahr 2007 neben seiner Tätigkeit in Luzern den geforderten Fussball-Lehrer-Lehrgang des Deutschen Fussball-Bundes an der Hennes-Weisweiler-Akademie der Deutschen Sporthochschule Köln. Damit verfügt Sforza über die UEFA-Pro-Lizenz. Mit Luzern belegte er 2006/07 den 8. Platz und erreichte den Cupfinal, der nach einem umstrittenen Elfmeter in der 93. Spielminute mit 0:1 gegen den FC Basel verloren ging. Im Folgejahr 2007/08 verbesserte sich Sforzas Mannschaft auf den 6. Rang, doch wurde er wegen eines schlechten Saisonstarts am 10. August 2008 entlassen. Der FCL lag nach zwölf Runden mit nur zwei Punkten abgeschlagen am Tabellenende.
Sforzas zweite Trainerstation war sein ehemaliger Klub Grasshopper Club Zürich, der ihn am 10. Juni 2009 als Nachfolger des entlassenen Hanspeter Latour präsentierte. Dabei wurde er wieder von Salvatore Romano als Assistent unterstützt. Nach dem 3. Platz in seinem ersten Jahr (2009/10) und einem 7. Platz nach der Saison 2010/11 wurde sein Vertrag um zwei Jahre verlängert. Zum Saisonende 2011/12 trennte sich der Club von Sforza.
Den Zweitligisten FC Wohlen führte Sforza in der Saison 2014/15 zum dritten Platz, dem bis dahin besten Ergebnis in der Vereinsgeschichte. Ende Juli 2015 verpflichtete der FC Thun Sforza als Trainer für zwei Spielzeiten. Im gegenseitigen Einverständnis wurde das Engagement bereits per 30. September 2015 beendet. Ab April 2019 war Sforza Trainer des FC Wil in der Challenge League und erhielt einen Dreijahresvertrag.
Ende August 2020 nutzte Sforza eine Ausstiegsklausel beim FC Wil und wechselte zum FC Basel, bei dem er die Nachfolge von Marcel Koller antrat und einen Zweijahresvertrag unterzeichnete. Am 6. April 2021 wurde im gegenseitigen Einverständnis das Engagement aufgrund ausbleibenden sportlichen Erfolges beendet. Einen neuen Trainerposten trat er erst wieder im Sommer 2024 beim Zweitligisten FC Schaffhausen an, wo er im März 2025 freigestellt wurde.